# 安東尼奧·帕斯卡·德·波旁
安東尼奧·帕斯卡·德·波旁（西班牙語：Antonio Pascual de Borbón，1755年12月31日—1817年4月20日），西班牙國王卡洛斯三世的第五子。

## 婚姻
1795年，39歲的安東尼奧·帕斯卡與16歲的姪女瑪麗亞·艾瑪莉亞結婚，兩人沒有子女。